# اباتجیو
اباتجیو (به لاتین: Abbateggio) یک سکونتگاه مسکونی درکشور ایتالیا با جمعیت ۴۳۶ نفر است که در استان پسکارا واقع شده‌است.